# 孫小
孫小（402年—460年），字茂翹，咸陽石安(今陝西西安北20里)人，北魏時的宦官。

## 生平
孫小父親為後秦姚泓時的安定將軍，但被夏國的赫連屈丐所殺，孫小被捉入夏宮當宦官。及後北魏滅夏，孫小則到北魏宮中當宦官。孫小追隨北魏太武帝多次出征，立下汗馬功勞，故封為左衛將軍。孫小除南征北討外，管理駕部亦成績斐然，因此升為并州刺史，帶冠軍將軍，最終在冀州任刺史期間。

## 延伸阅读
[在维基数据编辑]
 《魏書·卷94》，出自魏收《魏书》
 《北史·卷092》，出自李延壽《北史》